# Deutsche Telekabel
Die Deutsche Telekabel GmbH (DTK), ab 2011 Martens Deutsche Telekabel GmbH (MDTK) war ein unabhängiger, deutscher Kabelnetzbetreiber und als solcher schwerpunktmäßig im Tele Columbus Gebiet und teilweise in anderen Bundesländern aktiv. Über eigens errichtete und betriebene multimediale Breitband-Kabelanlagen versorgte das Unternehmen die Haushalte im Einzugsgebiet mit digitalem Fernsehen und Radio, schnellem Internet sowie Telefonie und stellte darüber hinaus auch Mobilfunkangebote zur Verfügung.
Die MDTK war nach eigenen Angaben einer der größten unabhängigen, bundesweit tätigen Kabelnetzbetreiber in Deutschland und versorgte zuletzt rund 270.000 Haushalte.
Ab 4. Oktober 2017 vermarktete die MDTK ihre Produkte unter der neugeschaffenen Dachmarke Pÿur.
Im Rahmen der One Company Strategie der Muttergesellschaft Tele Columbus wurden am 12. Dezember 2024 alle B2B und B2C Kundenverträge in die PYUR Sales & Service GmbH überführt und die zuvor mit der Primacom Holding verschmolzene MDTK aus dem Handelsregister gelöscht. Bestehenden Verträge und die Versorgung mit Internet-, Telefonie- und TV-Leistungen wurden von der PYUR Sales & Service GmbH nahtlos übernommen.

## Geschichte
1976 entstand durch den Zusammenschluss der Kabelnetzbetreiber AKF-Antennenbau und Kabelfernsehen GmbH Frankfurt am Main und Telekabel Kabelservice GmbH Bad Homburg die AKF-Telekabel GmbH. Ihr Kerngeschäft war der Betrieb von Kabelanlagen. Im Jahr 2003 erwarb die Gehag GmbH – heute: Deutsche Wohnen AG – die AKF-Telekabel GmbH, die dann mit neu ausgerichtetem Kerngeschäft als AKF-Telekabel TV- und Datennetze GmbH bundesweit am Kabelmarkt operierte. Somit hat die heutige DTK ihre Wurzeln in der Wohnungswirtschaft.
Im Jahr 2008 schließlich kaufte die Versatel AG die AKF-Telekabel TV- und Datennetze GmbH, die sich fortan Versatel Telekabel GmbH nannte. Seit Oktober 2010 heißt das Unternehmen DTK Deutsche Telekabel GmbH, nachdem es von dem internationalen Investor Chequers Capital und dem Management-Team übernommen wurde. Sie gründeten gemeinsam die ACN Telekabel Holding GmbH als Muttergesellschaft der DTK Deutsche Telekabel GmbH.
Im Juni 2011 erwarb die ACN Telekabel Holding GmbH das Hamburger Kabelnetzgeschäft Martens von der EWE TEL GmbH. Durch diese Transaktion konnte die DTK Gruppe ihre Geschäftstätigkeit auf den norddeutschen Raum ausweiten.
Am 5. September 2011 erfolgte die Umbenennung der Deutschen Telekabel in Martens Deutsche Telekabel (MDTK) und der Unternehmenssitz wurde nach Hamburg verlegt.
Im März 2014 wurde die MDTK vom Leipziger Kabelnetzbetreiber PrimaCom übernommen. Mitte September 2014 wurde das Produktportfolio von Primacom vollständig übernommen und der Homepageauftritt wurde an die CI der Primacom angepasst. Der Markenname „deutschetelekabel“ der Primacom-Gruppe diente eine Zeit lang als gesonderter B2B-Markenauftritt gegenüber wohnungswirtschaftlichen Kunden.

### Übernahme durch Tele Columbus
Mitte 2015 wurde die Primacom (und damit die MDTK) wiederum durch den Konkurrenten Tele Columbus übernommen. Seit 4. Oktober 2017 vermarkten Primacom und MDTK in der neugeschaffenen Dachmarke Pÿur Internet-, Telefonie- und TV-Produkte.
Im Rahmen der One Company Strategie der Muttergesellschaft Tele Columbus wurde die Martens Deutsche Telekabel am 10. Oktober 2024 mit der Primacom Holding GmbH verschmolzen. B2B und B2C Verträge wurden in die PYUR Sales & Service GmbH überführt und die Primacom Holding im Anschluss am 12. Dezember 2024 aus dem Handelsregister gelöscht.
Für die Kunden hat die Integration in die PYUR Sales & Service GmbH keinen Einfluss. Bestehende Verträge und die Versorgung mit Internet-, Telefonie- und TV-Leistungen wurden von der PYUR Sales & Service GmbH nahtlos übernommen. Internet-, Telefon- und TV-Produkte können wie bisher bestellt werden.